# ヴィリニュス
ヴィリニュス（リトアニア語: Vilnius -発音: [ˈvʲɪlʲnʲʊs] ( 音声ファイル)、ポーランド語: Wilno、ロシア語: Вильнюс）は、リトアニア共和国の首都で、同国最大の都市である。人口は約58万人。かつてポーランド領だったこともある。バルト三国で唯一海に面していない首都で、バルト海に面したリトアニア主要港のクライペダからは 312 km離れている。
ヴィリニュスは、ヴィルネ川・ネリス川沿いに位置し、リトアニアの南東と地理的に偏ったところにある。これは過去数世紀の間に国境の形が変わっていったことと関係している。かつてリトアニア大公国の時代にヴィリニュスは国土の中央にあった。
1994年に旧市街はユネスコの世界遺産（文化遺産）に登録された。また、2009年には欧州文化首都に選ばれたこともある。

## 都市名の表記
リトアニアにおける公用語であるリトアニア語では「Vilnius ヴィルニュス」と表記される。また、ソ連時代にはロシア語で「Вильнюс ヴィリニュス」と表記されていた。
日本語においては、ロシア語表記にもとづいて「ヴィリニュス」と表記されることが多かったが、リトアニアの独立回復以降は、リトアニア語にもとづいて「ヴィルニュス」と表記する例も増えてきている。そのほか、新聞などでは「ビリニュス」や「ビルニュス」とも表記される。
歴史的には、ロシア帝国時代においては当時のロシア語で「ヴィリナ」（Вильна）と呼ばれ、ポーランド第二共和国時代においてはポーランド語で「ヴィルノ」（Wilno）と呼ばれた。また、人口の多くを占めていたユダヤ人からはイディッシュ語で「ヴィルネ」（ווילנע, Vilne）とも呼ばれた。そのほか、ベラルーシ語では「ヴィルニャ」（Вiльня, Vilnya）、ドイツ語では「ヴィルナ」（Wilna）、ウクライナ語では「ヴィルノ」（Вільно, Vilno）と呼ばれる。

## 歴史

### 中世
リトアニア大公国の王ミンダウガスの居城の一つとして、この地に城が作られたのは13世紀であった。ゲディミナス朝の中興の祖・ゲディミナスによって公国の領土は、ベラルーシ、ウクライナ、そしてドニエストル川全域、さらにはポーランドやロシアの一部にまで拡大したが、ヴィルナ川とネリス川という二つの航行可能な河川が流れ、森林と湿地に守られたヴィリニュスは公国の統治・防衛に好都合で、首都として機能するようになる（1323年、ゲディミナスがローマ教皇ヨハネス22世に宛てた書簡に都として名前が登場する）。
ゲディミナスの子アルギルダスの死後、大公の座をめぐって紛争が起こるとヴィリニュスは戦禍に見舞われる。勝者となったヨガイラは、ポーランド女王ヤドヴィガと結婚し、ポーランド・リトアニア合同が誕生した。ヨガイラによってヴィリニュスはマクデブルク法の自治を獲得する。ヴィリニュスは順調な発展を続け、16世紀に入ると城壁も整備され、ジグムント2世の宮廷もここに移された。ヴィリニュスは公国領の各地から集った多様な民族で殷賑を極めた国際都市へと発展した。1579年にはヴィリニュス大学が創立される。
17世紀を迎えると、ポーランド・リトアニア共和国は、衰退が始まる。大洪水時代である。ロシア・ポーランド戦争では、ヴィリニュスはロシア帝国およびザクセン公国軍に占領され放火・略奪・大虐殺の甚大な被害を受ける。1710年にはペストの大流行で1700人を超える市民を失い、さらにたび重なる大火で、市は18世紀を通して衰退を極めた。さらに、ポーランド・リトアニア共和国は、プロイセン王国、ロシア帝国、ハプスブルク君主国の三列強により3度にわたって分割される（ポーランド分割）。特に、1795年の第3次分割で、ヴィリニュスはロシア帝国に編入され、ヴィリニュスにはヴィルナ・グベールニヤの庁舎が置かれた。ロシア帝政下で、ヴィリニュスの城壁は破壊された。
1812年ロシア戦役では、モスクワ攻略に向かうナポレオン・ボナパルトによって、ヴィリニュスは再び破壊された。しかし、ナポレオンの大陸軍は当初、市民には歓迎された。1831年、第1回反ロシア蜂起（11月蜂起）が起こるとヴィリニュス大学は閉鎖され、ヴィリニュスは圧政下に置かれた。1863年に始まる第2回反ロシア蜂起（1月蜂起）は激しい市街戦となり、鎮圧したロシアはリトアニア語とポーランド語を禁じるロシア化政策を強行、リトアニア人がヴィリニュスをそしてリトアニアを離れることになった。

### 20世紀
20世紀初頭には、リトアニア語を母語とする市民はごく少数しか残っていなかった。第一次世界大戦中、ヴィリニュスはドイツ帝国の占領下に置かれた。ドイツ占領下で、リトアニアは独立を宣言。ドイツ軍撤退後、ヴィリニュスはポーランド民兵部隊の支配下に置かれた。ポーランド・ソビエト戦争が起こると、ヴィリニュスは、赤軍とポーランド軍の度々の戦場となる。リトアニアは、ソ連とポーランドの双方を相手に戦いながら（en:Lithuanian–Soviet War、en:Polish–Lithuanian War）、1920年リトアニア共和国を宣言。しかしポーランド政府は、ヴィリニュスの人口の多くがポーランド人であることを理由に、ポーランドの領土と主張、ヴィリニュスに侵攻した。10月7日にスヴァウキ協定を締結した後、en:Żeligowski's Mutinyがヴィリニュスを占領すると、10月12日に傀儡国家の中部リトアニア共和国が作られ、その数年後ポーランドに編入された。ポーランドによる侵攻以後、リトアニア共和国は首都機能をカウナスに移転し、その後22年間カウナスが首都とされたが、憲法上はあくまでもヴィリニュスを首都として規定していた。
第二次世界大戦が勃発すると、1939年、ヴィリニュスは、ソビエト連邦（ソ連）とリトアニアによってポーランド支配から奪還される。ソ連軍はすぐにヴィリニュスから撤退、リトアニアが自治を回復したかに見えた。しかし、翌1940年にリトアニアはリトアニア・ソビエト社会主義共和国となり、事実上ソ連に併合されて内務人民委員部（NKVD）によって市民4万人以上が逮捕・殺害され、極東シベリアのグラグに連行された。さらに市内の工場にある機械は全て外部に持ち出された。ナチス・ドイツがバルバロッサ作戦を開始するやヴィリニュスはナチスに占領され、大きなユダヤ人社会のあったヴィリニュスには二つのゲットー（ヴィリニュス・ゲットー）が作られユダヤ人が隔離された。最終的に多くのユダヤ人の命が奪われた（詳細は、en:Ponary massacre及びリトアニアにおけるホロコーストを参照。）。1944年には再び、ヴィリニュスはソ連の支配するところとなり、多くのアールミヤ・クラヨーヴァ（波: Armia Krajowa、略称: AK）が処刑された。また今度はインテリ階級が逮捕・強制連行され、シベリアのグラグ送りとなった。1949年、なおもソ連から独立闘争を続けるリトアニアは、「人民の敵」とソビエト連邦共産党から認定され、一般市民まで数十万人がシベリア・中央アジアに強制連行された。
1990年、ヴィリニュスの共和国最高会議議長に就任した非共産党員のヴィータウタス・ランズベルギスは、ソヴィエト連邦を構成する共和国で真っ先に独立を宣言し、リトアニア共和国が復活した。1991年1月にゴルバチョフ政権は、テレビ塔や放送局を急襲、14人を殺害、独立阻止を企てた（血の日曜日事件）。8月、ソ連8月クーデターでリトアニア共和国の独立が認められた。リトアニア共和国憲法は第17条で、リトアニアの首都はヴィリニュス市であると規定している。

## 民族構成
かつてヴィリニュスはリトアニア人の非常に少ない街であった。ロシア統治下の1897年では全住民におけるリトアニア人の割合は2.1%、ドイツ統治下の1916年では2.6% であった。
1931年におけるヴィリニュスの民族構成は以下の通りである。
- ポーランド人 – 65.9%
- ユダヤ人（ポーランド語とイディッシュ語の両方を話す） – 28.0%
- ロシア人 – 3.8%
- ベラルーシ人 – 0.9%
- リトアニア人 – 0.8%
- ウクライナ人 – 0.1%
- その他 – 0.2%

特に、現在世界遺産となっているヴィリニュス歴史地区（旧市街）の住民のほぼ 100 % はポーランド人であった。しかし第二次世界大戦でヴィリニュスがソヴィエト連邦領となりリトアニア・ソヴィエト社会主義共和国に併合されると、戦後この街のポーランド人の多くがポーランドへと追放され、住民はリトアニア人とロシア人に取って代わられた。
2001年の統計では、ヴィリニュス市内の住民542,287人の構成は以下のようになっている。
- リトアニア人 - 57.8%
- ポーランド人 - 18.7%
- ロシア人 - 14%
- ベラルーシ人 - 4%
- ウクライナ人 - 1.3%
- ユダヤ人 - 0.5%

## 地形
国土の南東部に位置し、ネリス川とヴィルナ川の合流地点にある。ヴィリニュスという名は、このヴィルナ川に由来する。ヨーロッパの地形上の中心に位置している。バルト海に面するクライペダへは312kmの内陸部である。カウナスへ102km、シャウレイへ214km、パネヴェジースへ135kmである。

## 気候
ケッペンの気候区分では亜寒帯湿潤気候(Dfb)に属する。年間平均気温は6.1℃、1月の平均気温は-4.9℃、7月は17.0℃である。年間降水量は平均で661 mm。夏は30℃を越えることも珍しくない。冬は氷点下が普通で、湖は氷結し、氷上の穴釣り（ice fishing）が人気のある娯楽である。
| リトアニア・ヴィリニュスの気候                           | リトアニア・ヴィリニュスの気候 | リトアニア・ヴィリニュスの気候 | リトアニア・ヴィリニュスの気候 | リトアニア・ヴィリニュスの気候 | リトアニア・ヴィリニュスの気候 | リトアニア・ヴィリニュスの気候 | リトアニア・ヴィリニュスの気候 | リトアニア・ヴィリニュスの気候 | リトアニア・ヴィリニュスの気候 | リトアニア・ヴィリニュスの気候 | リトアニア・ヴィリニュスの気候 | リトアニア・ヴィリニュスの気候 | リトアニア・ヴィリニュスの気候 |
| 月                                                       | 1月                            | 2月                            | 3月                            | 4月                            | 5月                            | 6月                            | 7月                            | 8月                            | 9月                            | 10月                           | 11月                           | 12月                           | 年                             |
| -------------------------------------------------------- | ------------------------------ | ------------------------------ | ------------------------------ | ------------------------------ | ------------------------------ | ------------------------------ | ------------------------------ | ------------------------------ | ------------------------------ | ------------------------------ | ------------------------------ | ------------------------------ | ------------------------------ |
| 平均最高気温 °C （°F）                                   | −3.5 (25.7)                    | −1.7 (28.9)                    | 3.3 (37.9)                     | 10.7 (51.3)                    | 18.2 (64.8)                    | 21.1 (70)                      | 22.1 (71.8)                    | 21.6 (70.9)                    | 16.4 (61.5)                    | 10.2 (50.4)                    | 3.5 (38.3)                     | −0.5 (31.1)                    | 10.1 (50.2)                    |
| 平均最低気温 °C （°F）                                   | −8.7 (16.3)                    | −7.6 (18.3)                    | −3.8 (25.2)                    | 1.6 (34.9)                     | 7.5 (45.5)                     | 10.8 (51.4)                    | 12.3 (54.1)                    | 11.5 (52.7)                    | 7.7 (45.9)                     | 3.4 (38.1)                     | −0.9 (30.4)                    | −5.2 (22.6)                    | 3.4 (36.4)                     |
| 降水量 mm （inch）                                       | 41 (1.61)                      | 38 (1.49)                      | 39 (1.53)                      | 46 (1.81)                      | 62 (2.44)                      | 77 (3.03)                      | 78 (3.07)                      | 72 (2.83)                      | 65 (2.56)                      | 53 (2.09)                      | 57 (2.24)                      | 55 (2.17)                      | 683 (26.9)                     |
| 出典：The World Meteorological Organization. 2006年11月. |                                |                                |                                |                                |                                |                                |                                |                                |                                |                                |                                |                                |                                |

## 経済

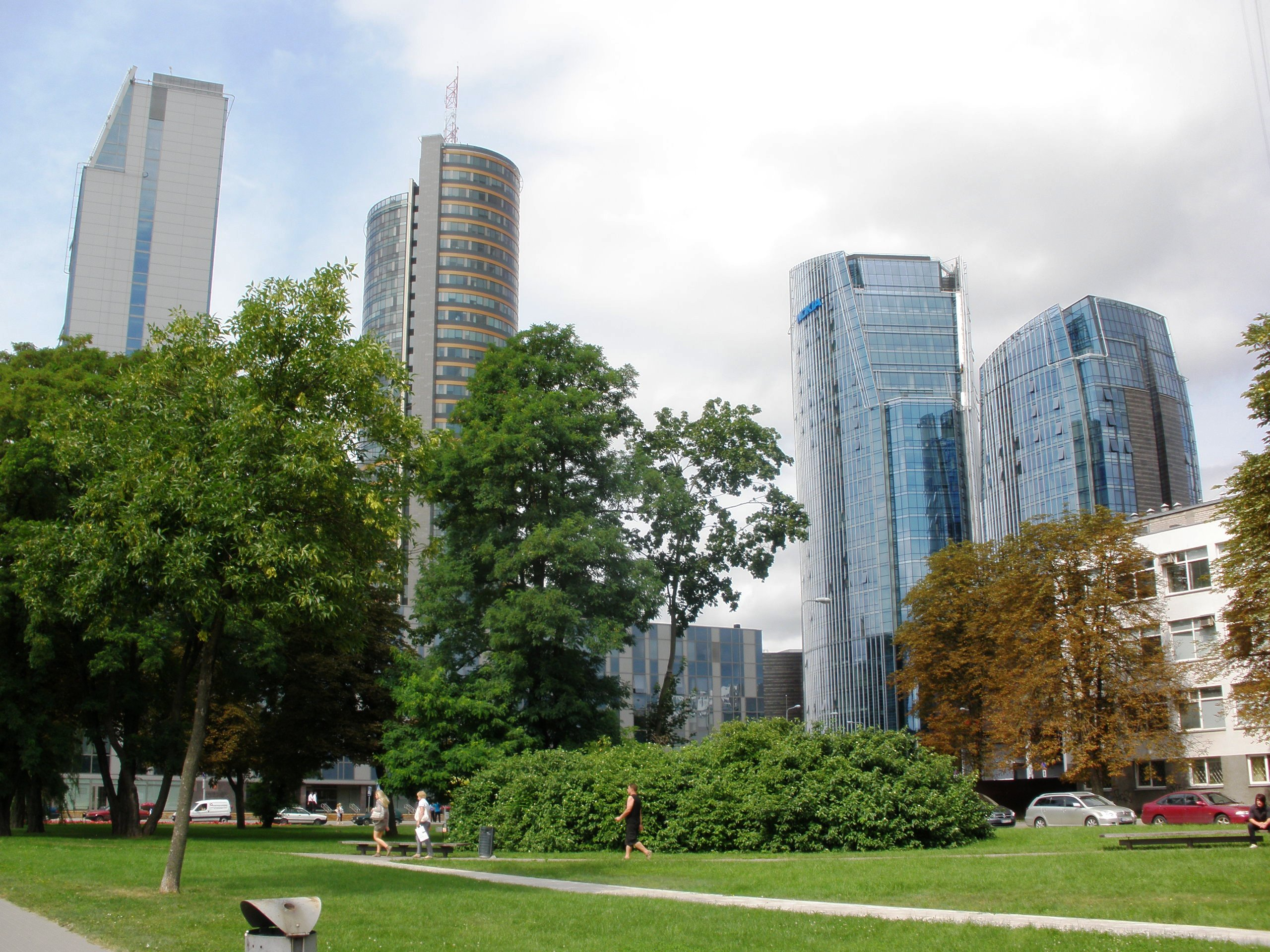
ヴィリニュスの金融街

ヴィリニュスはリトアニアの人口の15%であるが、GDPの25%、国家予算の37%を占めている。

## 交通
市の公共交通としては、60を超えるバス路線と20を超えるトロリーバス路線がある。トロリーバスのネットワークはヨーロッパでも最大規模である。トラム建設の計画はかねてからあるが、未だ実現していない。また地下鉄建設の計画もある。
- ヴィリニュス・バス・ターミナル

旧市街の南にある。リガ、タリン、ワルシャワ方面を中心に、毎日多くの国際線バスがある。国内線バスも数多く運行されている。
- ヴィリニュス駅

旧市街の南にある。隣がヴィリニュス・バス・ターミナルである。ワルシャワ・クラクフ方面の国際列車が毎日運行されている。国内ではカウナスなどへの路線がある。
- ヴィリニュス国際空港

市の南5kmにある。市のバス（3G番、1番、2番）で、街の中心部に出られる。鉄道はヴィリニュス空港駅が隣接しており利用できる。空港ターミナルは1950年代の典型的な旧ソ連建築であったが、シェンゲン協定の規定に準拠した新しいターミナルが完成した。

## 世界遺産
ヴィリニュスの旧市街は、3.6平方キロメートルと欧州内でも最大級であり（東欧最大）、歴史的・文化的事物が集積されている。同じバルト三国の首都であるリガやタリンと較べて、旧市街には城壁など明瞭な境界がなく、また都市の形成される過程において、ドイツ騎士団やハンザ同盟の影響は見られない。旧市街の建築物は約1,500ほどあり、特に教会建築が多様である。バロック様式の建築が多いように思われているが、実際にはゴシックやルネッサンス様式もある。旧市街は「ヴィリニュス歴史地区」として、1994年にユネスコの世界遺産（文化遺産）に登録された。
主な史跡は以下の通り。
- ヴィリニュス大聖堂
- ゲディミナス塔
- リトアニア大公宮
- ヴィリニュス大学
- 夜明けの門
- 聖アンナ教会（Šventos Onos bažnyčia） - 聖オノス教会ともいう。15世紀末に建てられた後期ゴシック様式の教会[6]。
- 聖カジミエル教会
- 生神女就寝大聖堂
- 聖ペテロ・パウロ教会
- 聖ニコラス教会

### 登録基準
この世界遺産は世界遺産登録基準のうち、以下の条件を満たし、登録された（以下の基準は世界遺産センター公表の登録基準からの翻訳、引用である）。
- (2) ある期間を通じてまたはある文化圏において、建築、技術、記念碑的芸術、都市計画、景観デザインの発展に関し、人類の価値の重要な交流を示すもの。
- (4) 人類の歴史上重要な時代を例証する建築様式、建築物群、技術の集積または景観の優れた例。

## ギャラリー
- ヴィリニュス大聖堂
- ゲティミナス塔
- リトアニア大公宮
- ヴィリニュス大学
- 夜明けの門
- 聖アンナ教会
- 聖カジミエル教会
- 生神女就寝大聖堂
- 旧市街の街並

## スポーツ

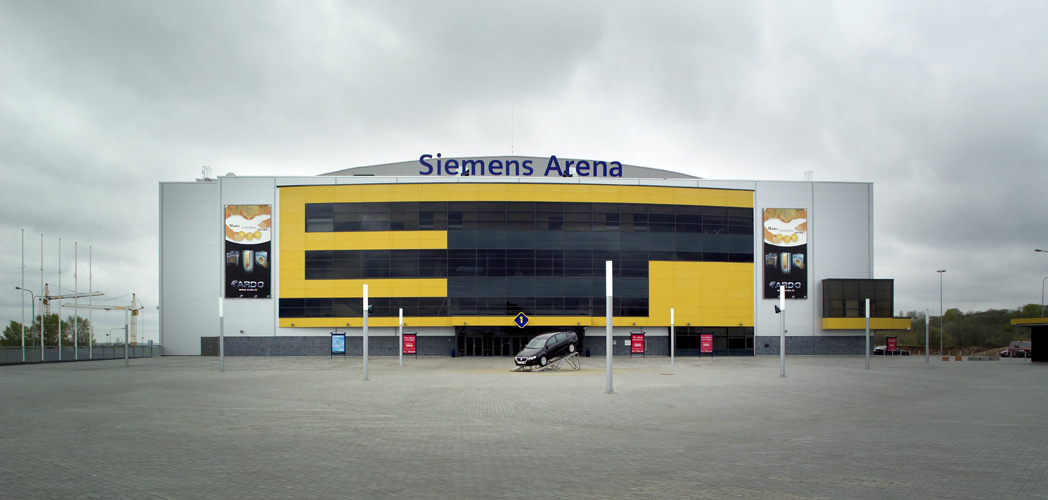
ツインズベット・アリーナ

バスケットボールが盛んで、バスケットボール・チャンピオンズ・リーグ (BCL) やリトアニア・バスケットボール・リーグ (LKL) に加盟する強豪・BCリータスが有名。そのほか、BCウルヴズもヴィリニュスを本拠地とする。過去には、BCスタティーバやBCサカライといったクラブも存在した。
国際試合など重要なバスケットボールの試合は、ウルヴズおよびリータスが本拠地とするツインズベット・アリーナ（11,000人を収容）で行われる。加えて、リータスがツインズベット・アリーナと並んで本拠地としているジープ・アリーナが、ツインズベット・アリーナに隣接している。

## 姉妹都市
- アスタナ（ カザフスタン）
- アルマトイ（ カザフスタン）
- ウッチ（ ポーランド）
- エアフルト（ ドイツ）
- エディンバラ（ イギリス）
- オスロ（ ノルウェー）
- オールボー（ デンマーク）
- キエフ（ ウクライナ）
- キシナウ（ モルドバ）
- グダニスク（ ポーランド）
- クラクフ（ ポーランド）
- 広州市（ 中国）
- ザルツブルク（ オーストリア）
- サンクトペテルブルク（ ロシア）
- シカゴ（ アメリカ合衆国）
- ストックホルム（ スウェーデン）
- ストラスブール（ フランス）

- 台北市（ 台湾）
- タリン（ エストニア）
- ティラナ（ アルバニア）
- デュースブルク（ ドイツ）
- ドニプロ （ ウクライナ）
- ドネツィク（ ウクライナ）
- パヴィア（ イタリア）
- ピレウス（ ギリシャ）
- ブダペスト（ ハンガリー）
- ブリュッセル（ ベルギー）
- マディソン（ アメリカ合衆国）
- ミンスク（ ベラルーシ）
- モスクワ（ ロシア）
- ヨエンスー（ フィンランド）
- リガ（ ラトビア）
- レイキャヴィーク（ アイスランド）
- ワルシャワ（ ポーランド）

## ウジュピス

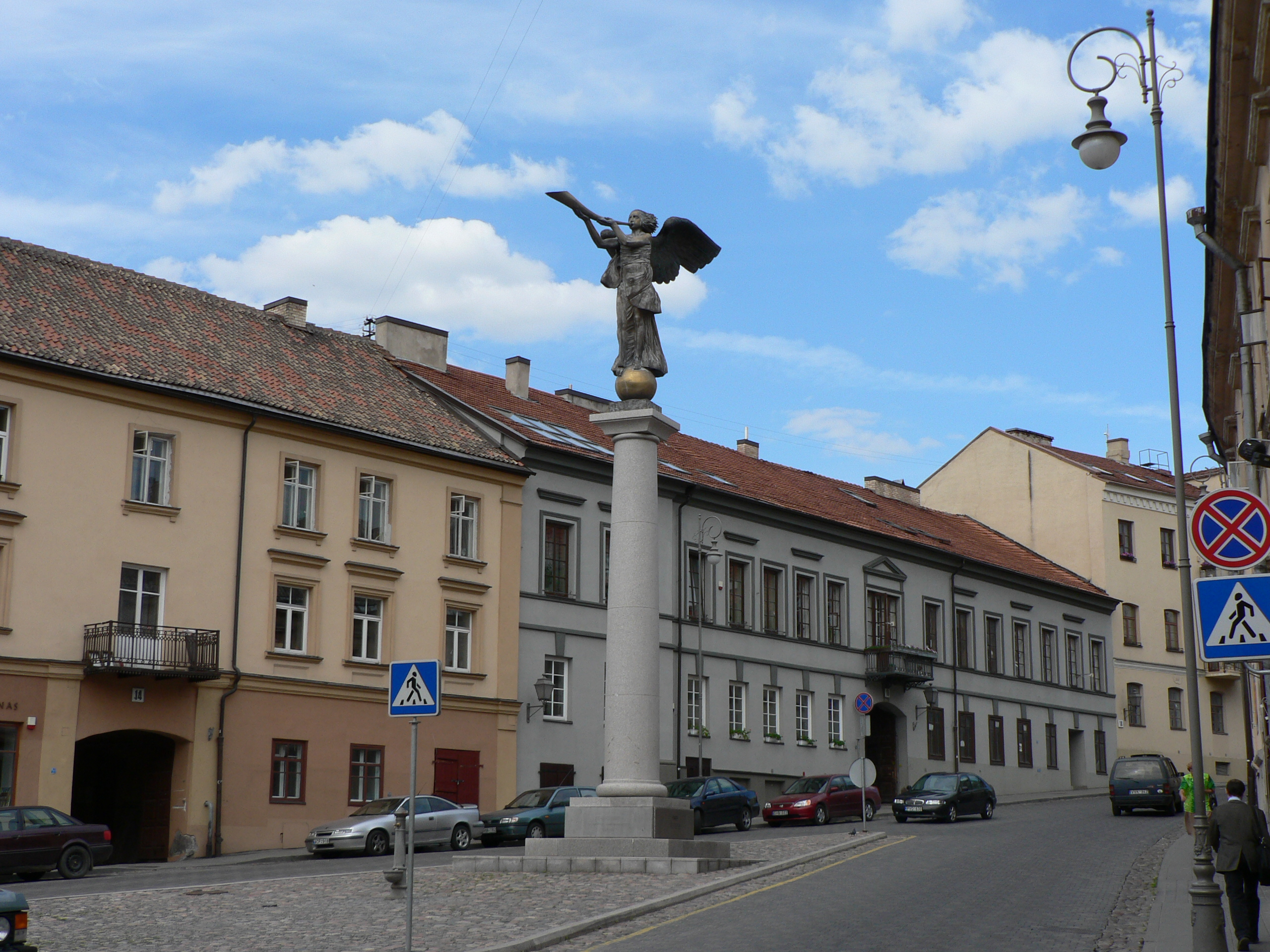
ウジュピスの天使像

ウジュピス（Užupis）は、ヴィリニュスの旧市街にある地区である。リトアニア語で「川を越えて」または「川の向こう」を意味し、ここでいう川はビリニア川を指す。この地区は、従来あまり治安の良くない地区であったが、1997年4月1日に地区が独立共和国を宣言し、独自の憲法を掲げたことで有名である（ウジュピス共和国）。ただし国境は開かれており、独自の通貨をもつわけでもない。現在では芸術家に人気があり、ボヘミアと自由放任主義の雰囲気のため、パリのモンマルトルやコペンハーゲンのフリータウンクリスチャニアと比較されているほどである。